# Gorski Kotar

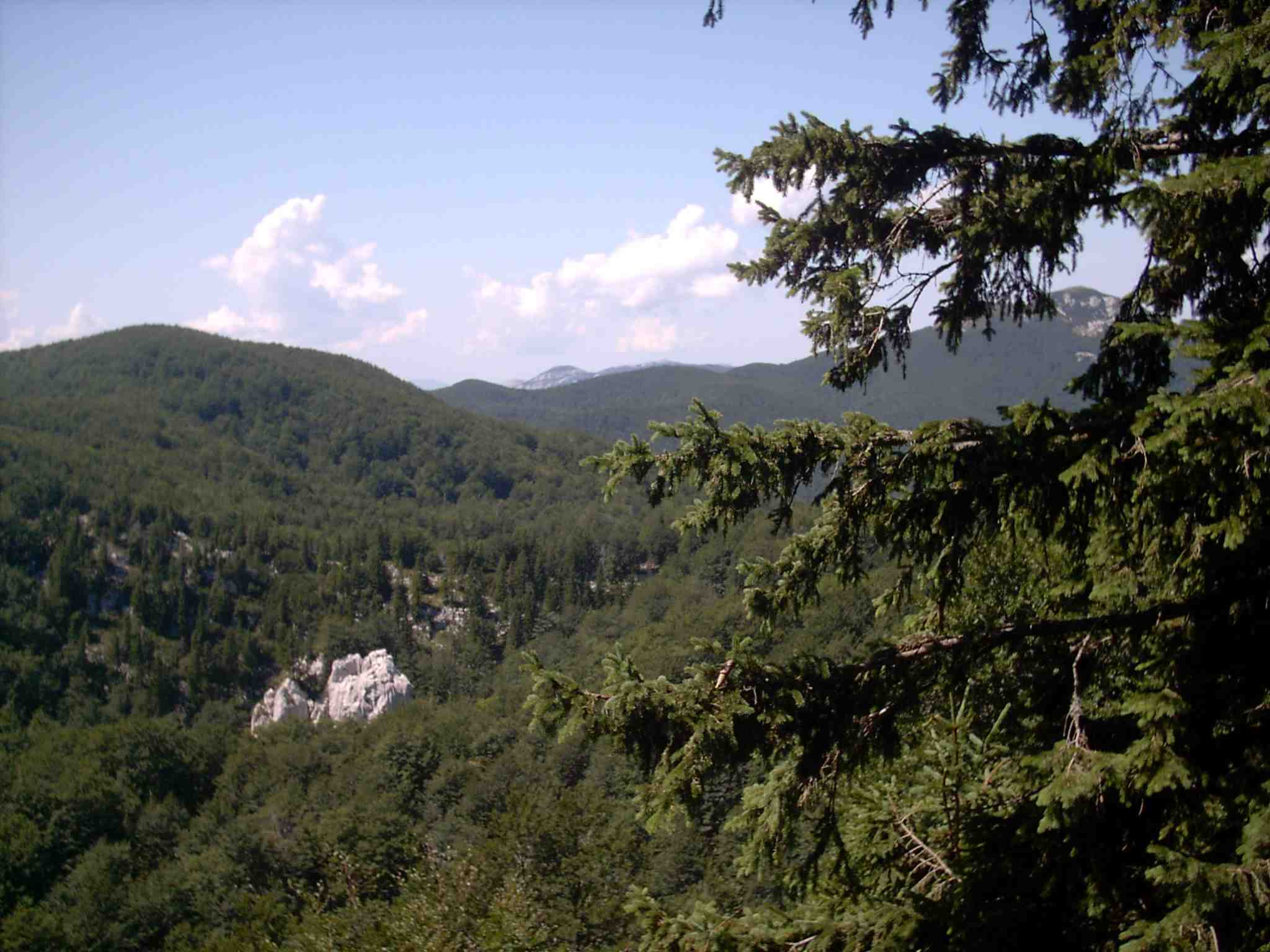
Gorski Kotar-Risnjak

Gorski Kotar je horský masiv, který je součástí Dinárských hor. Pohoří leží na území severního Chorvatska a zaujímá plochu 1300 km² na sever od města Rijeka. V Chorvatsku se jedná o velmi navštěvované a populární pohoří. Nejvyšším vrcholem je Veliki Risnjak (1 528 m).

## Geologie
Hlavním stavebním prvkem jsou břidlice, které ve vyšších polohách střídá vápenec nebo dolomit. Tento fakt také způsobuje určitou chudost pohoří na vodu.

## Poloha
Na západě navazuje na slovinské pohoří Snežnik. Severní hranici tvoří řeka Cabranka (místy teče v podzemí), silnice mezi Rijekou a Skradem vymezuje masiv na východě.

## Příroda
V centrální části pohoří se nachází oblast Risnjak, vyhlášená v roce 1953 za Národní park Risnjak zaujímající plochu 3 041 ha. V roce 1997 se hranice parku výrazně posunula, takže dnes zabírá 6 400 ha plochy. Jsou zde chráněny skalní masivy, horské louky, bohaté lesy a s nimi spjatá fauna i flora. Na jižním okraji pohoří leží Lokvarsko Jezero a menší Jezero Bajer.

## Turismus
I když se oblast Gorski Kotar nachází velmi blízko moře, má v zimě dostatečnou sněhovou pokrývku. Je proto oblíbeným cílem lyžařů. Turistům slouží 9 horských chat. Značené chodníky jsou zde dobře značené a jejich četnost je dostatečná.